# Lingue tai-kadai
Le lingue tai-kadai, dette anche kradai, daic o kra-dai, o più semplicemente lingue daiche, sono una famiglia linguistica parlata nel Sud-est asiatico.

## Distribuzione geografica
Delle lingue tai-kadai fanno parte svariati idiomi parlati nel Sud-est asiatico, in Cina e, in misura minore, in India.
La famiglia è composta da un totale di circa 90 lingue suddivise fra tre sottofamiglie: le lingue hlai, le lingue kra e le lingue kam-tai. Di quest'ultima sottofamiglia fanno parte le lingue tai, tra le quali il thailandese, che è la lingua più parlata dell'intero gruppo.
- Lingue hlai: circa 700.000 parlanti nell'isola cinese di Hainan;[3]
- Lingue kra: circa 22.000 parlanti nel nord del Viet Nam, al confine con la Cina, e nella province cinesi del Guizhou, Yunnan e Guangxi;[4]
- Lingue kam-tai: oltre 90 milioni di parlanti,[1] principalmente in Thailandia, in Laos e nelle provincie cinesi meridionali di Yunnan, Guangxi, Guizhou e Hunan, ma anche in diverse regioni di Birmania e Vietnam.[5]

## Classificazione
Vi sono diverse ipotesi sui gruppi che formano la famiglia delle lingue tai kadai. Secondo Ethnologue, sono suddivise nel seguente modo:
- Lingue hlai (2)
  - Hlai
  - Jiamao
- Lingue kra (16)
  - Kra centrali (1)
  - Kra orientali (7)
  - Kra occidentali (8)
- Lingue kam-tai (76)
  - Tai (62)
  - Kam-sui (12)
  - Lakkia (2)

Delle lingue tai-kadai fa parte anche la lingua nora, oggi estinta, che era parlata nell'India del Nord-Est ai confini con il Tibet, e non faceva parte di nessuna delle tre sottofamiglie principali.
La suddivisione proposta da Ethnologue fa rientrare la lingua ong be nel gruppo delle lingue lakkia, che insieme alle lingue kam-sui fanno parte delle lingue tai, basandosi sui diversi vocaboli che questi gruppi hanno in comune. Secondo il linguista Ospitarat, la lingua ong be fa invece gruppo a sé e le kam-sui vengono inserite nel gruppo delle lingue-kadai settentrionali, insieme alle lingue kra, mentre quelle tai sono inserite assieme alle hlai nel gruppo delle tai-kadai meridionali.